# Avery Township (comté de Humboldt, Iowa)
Pour les articles homonymes, voir Avery Township.
Avery Township est un township, du comté de Humboldt en Iowa, aux États-Unis,.
Le comté est fondé en 1873 et nommé en l'honneur de O. F. Avery, un pionnier.

## Source de la traduction
- (en) Cet article est partiellement ou en totalité issu de l’article de Wikipédia en anglais intitulé « Avery Township, Humboldt County, Iowa » (voir la liste des auteurs).